# Плуэзек
Плуэзе́к (фр. Plouézec, брет. Ploueg-ar-Mor) — коммуна во Франции, находится в регионе Бретань. Департамент — Кот-д’Армор. Входит в состав кантона Пемполь. Округ коммуны — Генган.
Код INSEE коммуны — 22214.

## География
Коммуна расположена приблизительно в 400 км к западу от Парижа, в 120 км северо-западнее Ренна, в 31 км к северо-западу от Сен-Бриё.
Коммуна расположена на берегу залива Сен-Мало.

## Население
Население коммуны на 2016 год составляло 3 210 человек.
| 1962 | 1968 | 1975 | 1982 | 1990 | 1999 | 2008 | 2016 |
| ---- | ---- | ---- | ---- | ---- | ---- | ---- | ---- |
| 3319 | 3481 | 3399 | 3124 | 3089 | 3181 | 3338 | 3210 |

## Администрация
| Период | Период | Фамилия          | Партия                          | Примечания        |
| ------ | ------ | ---------------- | ------------------------------- | ----------------- |
| 1989   | 1991   | Жан-Ноэль Сансон | Социалистическая партия         |                   |
| 1991   | 1995   | Филипп Куло      | Демократический бретонский союз |                   |
| 1995   | 2008   | Реймон Шарлес    | Социалистическая партия         |                   |
| 2008   |        | Жак Манголь      | Европа Экология Зелёные         | директор компании |

## Экономика
В 2007 году среди 1912 человек в трудоспособном возрасте (15—64 лет) 1211 были экономически активными, 701 — неактивными (показатель активности — 63,3 %, в 1999 году было 58,2 %). Из 1211 активных работали 1100 человек (584 мужчины и 516 женщин), безработных было 111 (52 мужчины и 59 женщин). Среди 701 неактивных 157 человек были учениками или студентами, 350 — пенсионерами, 194 были неактивными по другим причинам.

## Культура
С 1997 года в деревне Плуэзек ежегодно проводится международная встреча эсперантистов.

## Фотогалерея
- Церковь Нотр-Дам
- Мэрия
- Мельница
- Порт Лазо